# Weer
Weer – gmina w Austrii, w kraju związkowym Tyrol, w powiecie Schwaz. Według Austriackiego Urzędu Statystycznego liczyła 1507 mieszkańców (1 stycznia 2015).